# Empis albohalteralis
Empis albohalteralis är en tvåvingeart som beskrevs av Enrico Adelelmo Brunetti 1920. Empis albohalteralis ingår i släktet Empis och familjen dansflugor. Inga underarter finns listade i Catalogue of Life.